# 小行星16755
小行星16755（16755 Cayley）是一颗绕太阳运转的小行星，为主小行星带小行星。该小行星于1996年9月9日发现。

## 轨道参数
小行星16755的轨道半长轴为2.5886925 UA，离心率为0.268。